# Silvano Ippoliti
Silvano Ippoliti (* 21. Januar 1923 in Cagliari; † 1994 in Rom) war ein italienischer Kameramann.

## Leben
Silvano Ippoliti begann in den 1940er Jahren als Kameraassistent und war ab Mitte der 1950er Jahre meist als Chefkameramann tätig.
Zwischen 1967 und 1991 arbeitete er oft mit dem Regisseur Tinto Brass zusammen, und einige dabei entstandene Filme liefen auf großen Festivals: L'Urlo lief 1970 auf der Berlinale, und La Vacanza gewann 1971 auf dem Venedig Film Festival den Preis der Filmkritiker als bester Italienischer Film.
Ippoliti führte die Kamera auch bei einigen Filmen mit Terence Hill und Bud Spencer.

## Filmografie (Auswahl)
- 1962: Sodom und Gomorrha (Sodom and Gomorrah)
- 1963: Herkules, Samson und Odysseus (Ercole sfida Sansone)
- 1966: Für Dollars ins Jenseits (Deguejo)
- 1966: Kopfgeld: Ein Dollar (Navajo Joe)
- 1968: Leichen pflastern seinen Weg (Il grande silenzio)
- 1969: Die im Dreck krepieren (Dio è con noi)
- 1970: L’urlo
- 1971: Sacco und Vanzetti (Sacco e Vanzetti)
- 1971: La vacanza
- 1971: Das nackte Cello (Il merlo maschio)
- 1972: Brutale Schatten (Un homme est mort)
- 1973: Tödlicher Hass (Tony Arzenta)
- 1973: Sie nannten ihn Plattfuß (Piedone lo sbirro)
- 1974: Die Teufelsschlucht der wilden Wölfe (Il ritorno di Zanna Bianca)
- 1975: Die Entfesselten (L’agression)
- 1976: Salon Kitty
- 1979: Caligula (Caligola)
- 1979: Kampf um die 5. Galaxis (L’umanoide)
- 1980: Der Supercop (Poliziotto superpiù)
- 1983: Bud, der Ganovenschreck (Cane e gatto)
- 1984: Vier Fäuste gegen Rio (Non c’è due senza quattro)
- 1985: Amazonia – Kopfjagd im Regenwald (Schiave bianche – Violenza profonda)
- 1985: Die Miami Cops (Poliziotti dell’ottava strada)
- 1986: Aladin (Superfantagenio)
- 1989: Maya
- 1991: Paprika – Ein Leben für die Liebe (Paprika)
- 1992: Eine unmoralische Frau (Così fan tutte)